# Israelische Unabhängigkeitserklärung

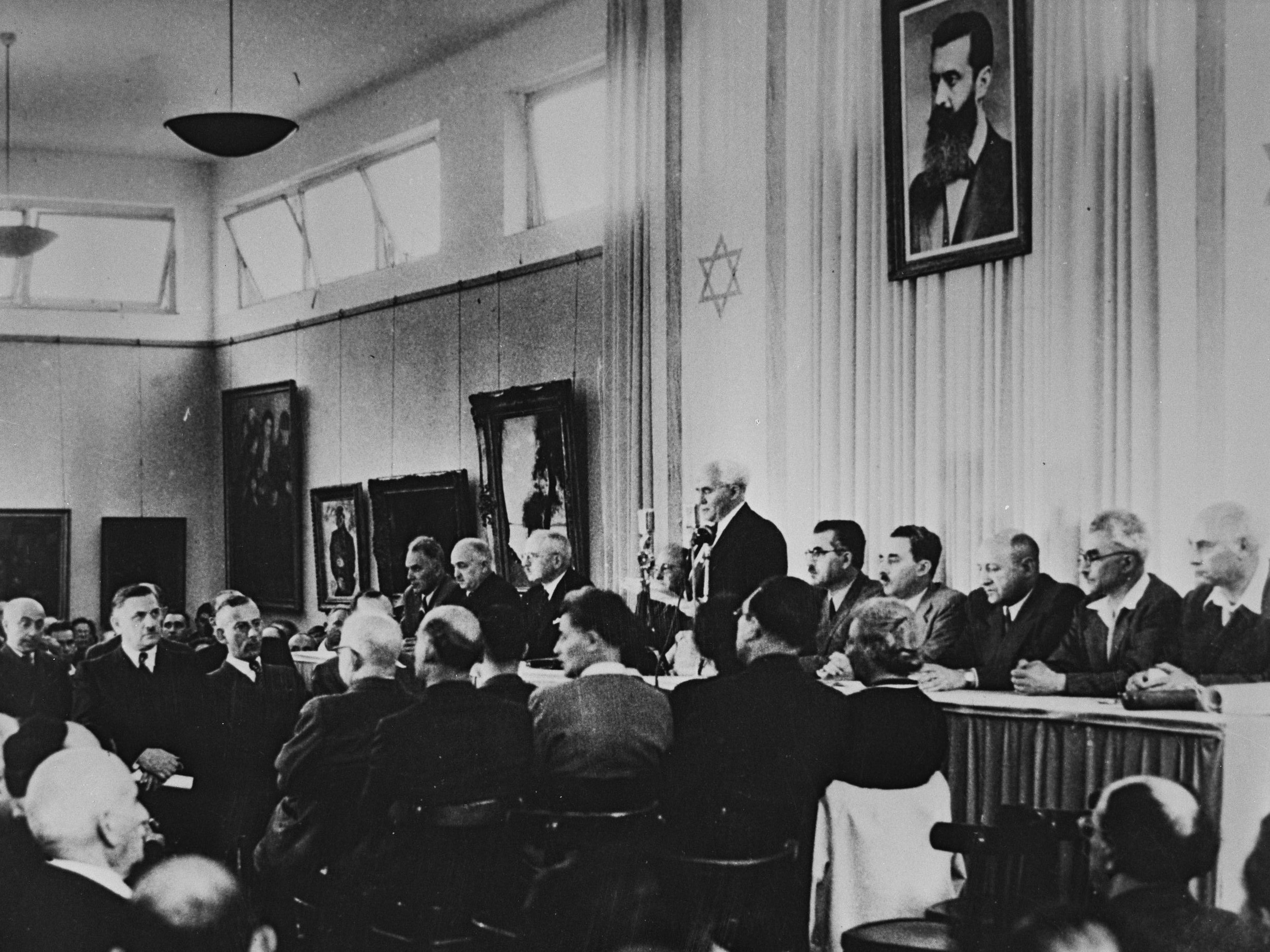
David Ben-Gurion verliest die Erklärung der Unabhängigkeit (Mai 1948; rechts an der Wand Foto von Theodor Herzl)

Die israelische Unabhängigkeitserklärung (hebräisch הַכְרָזַת הָעַצְמָאוּת Hachrasat ha-ʿAzmaʾūt, deutsch ‚Erklärung der Unabhängigkeit‘ oder מְגִלַּת הָעַצְמָאוּת Megillat ha-ʿAzmaʾūt, deutsch ‚Schriftrolle der Unabhängigkeit‘) am 14. Mai 1948 war die Gründung des Staates Israel. Am Tag darauf endete das Völkerbundsmandat für Palästina.

## Historischer Hintergrund
Das Vereinigte Königreich von Großbritannien und Irland hatte im Ersten Weltkrieg Untertanen des Osmanischen Reiches, die sich an der Niederringung dieses Reiches aktiv beteiligen würden, Hoffnungen auf Erfüllung nationaler Aspirationen gemacht (1915/1916 die Hussein-McMahon-Korrespondenz, 1917 die Balfour-Deklaration), darunter die Haschimiten, die auf der Arabischen Halbinsel rebellierten, und Juden in der Levante. Während der Konferenz von Sanremo (1920) über Folgen des Weltkrieges vereinbarten die Teilnehmer die Region Palästina zum britischen Mandatsgebiets des Völkerbundes zu machen. Der Völkerbund erteilte schließlich 1922 dem Vereinigten Königreich das Mandat für Palästina, das als Bezeichnung eines Territoriums dadurch erstmals in der Neuzeit amtlich wurde, in Grenzen, die Briten und Franzosen zuvor bei Aufteilung verschiedener osmanischer Provinzen unter sich neu gezogen hatten.
Die Bestimmungen des Völkerbundes beauftragten die zivile britische Mandatsverwaltung Government of Palestine, die dem britischen Kolonialministerium unterstand, in Palästina eine jüdische Heimstatt zu schaffen (gemäß dem britischen Versprechen) und es auf die Unabhängigkeit vorzubereiten (gemäß der Idee der Selbstbestimmung der Völker, der sich der Völkerbund verpflichtet sah). Unklar ließen die Mandatsbestimmungen des Völkerbunds, ob die jüdische Heimstatt dereinst in einem unabhängigen binationalen arabisch-jüdischen Palästina dauerhaft zu sichern war, oder auf andere Weise.
Schon seit den 1880er Jahren wuchs die alteingesessene Judenschaft des Heiligen Landes verstärkt durch jüdische Einwanderer mit zionistischer Motivation, dort einen Staat für Juden zu gründen, und durch Flüchtlinge aus jenen Ländern, wo Armut, Diskriminierung und Verfolgung Juden besonders bedrängten. Mitte der 1920er Jahre gab es bereits ca. 600 jüdische Ortschaften, die sich im Jischuv zu einem eigenen Gemeinwesen zusammenschlossen. Ihr Ziel bestand darin, diese Gemeinschaft zu einem Staatswesen auszubauen. Seit 1920 wählten sich Mitglieder des Jischuv wiederkehrend ihre politische Vertretung, die Repräsentantenversammlung des Jischuvs.
Bereits zur selben Zeit verübten nichtjüdische Araber Übergriffe auf einheimische jüdische Palästinenser, da erstere sich vom Zustrom jüdischer Einwanderer bedroht sahen. Ein erster Höhepunkt dieser Entwicklung waren die Unruhen von Jaffa (1921) und die Ausschreitungen von 1929, in deren Verlauf es zum arabischen Massaker an alteingesessenen Juden Hebrons und Safeds, die seit Generationen im Lande lebten, kam.
Im Juli 1937 schlug die britische Peel-Kommission die Teilung des Mandatgebietes vor. Sowohl das kurz zuvor als arabisch-palästinensische Honoratiorenvertretung gegründete Arabische Hohe Komitee als auch die gewählte Repräsentantenversammlung des Jischuvs und die Jewish Agency (Sochnut) lehnten den Plan ab. Dabei bezog sich die Ablehnung von jüdischer Seite auf den von der Peel-Kommission vorgelegten Plan, nicht auf den Grundsatz der Teilung an sich. Auch nach dem Bekanntwerden des Teilungsplanes der Peel-Kommission wurde der Arabische Aufstand, der 1936 eingesetzt hatte und sich gegen jüdische Alteingesessene und Neuankömmlinge sowie gegen die britische Mandatsmacht richtete, bis 1939 fortgesetzt. Britisches Militär schlug ihn schließlich nieder.
Obwohl die britischen Behörden eine Einschränkung der Einwanderung von Juden ankündigten, arabische Einwanderung aus den Nachbarländern blieb unkontrolliert, erreichte die Zahl der jüdischen Neuankömmlinge bis 1939 265.000 Personen, von denen entgegen der idealisierten Vorstellung der Zionisten die allermeisten in die drei großen Städte des Landes zogen, Haifa, Jerusalem und Tel Aviv. Die Woodhead-Kommission kam bei der Prüfung der Möglichkeit einer Teilung des Mandatgebietes zu dem Ergebnis, dass eine Teilung des Mandatgebietes unmöglich sei und deswegen als Lösung verworfen werden sollte. Die britische Regierung legte im Weißbuch von 1939 fest, dass die Zahl der jüdischen Einwanderer nunmehr von arabischer Zustimmung abhängig sein sollte. Daraufhin beschloss 1942 die Biltmore-Konferenz in New York die Ablehnung des Weißbuches. Die Aktionen radikaler jüdischer Kampfgruppen, wie „Lechi“ oder „Irgun“ richteten sich nun nach dem Zweiten Weltkrieg gegen die britischen Behörden. Hierzu zählt insbesondere der Anschlag auf das King David Hotel vom 22. Juli 1946.
Im selben Jahr gab Premierminister Clement Attlee die Lösung des Problems an die Vereinten Nationen (UN) ab, die Rechtsnachfolgerin des Völkerbundes ist. Die UN suchten nach einer Lösung, die den Bestimmungen des Völkerbundsmandates gerecht werden. Angesichts der Anfeindungen gegen jüdische Palästinenser sahen die UN den Mandatsauftrag, eine jüdische Heimstatt zu fördern und zu sichern, in einem binationalen arabisch-jüdischen Palästina als nicht machbar an. Daraus resultierte der UN-Teilungsplan von 1947, der das Gebiet zu 56 % der jüdischen und zu 43 % der arabischen Bevölkerung zusprach, während das internationale Territorium (Corpus separatum) in Jerusalem 1 % ausmachte. Die Vertreter der in den UN vereinten Nationen beschlossen dann mit Mehrheit, Palästina zu teilen und beide Folgestaaten in die Unabhängigkeit zu entlassen.
Die in der Arabischen Liga vertretenen Staaten lehnten diesen Plan kategorisch ab und kündigten an, einen Staat für Juden auf Gebiet Palästinas verhindern zu wollen. Repräsentantenversammlung und Sochnut nahmen den Vorschlag an. Die beiden nationalen Bewegungen im Lande – einerseits diejenige antizionistischer, überwiegend arabisch-nichtjüdischer Palästinenser und andererseits jene zionistischer, überwiegend jüdischer Palästinenser – mühten sich darum, auch mit Gewalt Positionen und Posten einzunehmen bzw. zu halten, die im bevorstehenden Krieg strategisch wichtig erschienen, was sich seit Dezember 1947 zum Palästinensischen Bürgerkrieg auswuchs. In der Folge kam es zu Übergriffen und Terroraktionen arabischer Milizen, was viele jüdische Binnenflüchtlinge zur Folge hatte, die aus einst gemischten Wohnorten und Vierteln in für sie sichere jüdische Orte flohen. Umgekehrt kam es zu Massakern an arabischer Bevölkerung (beispielsweise das Massaker von Deir Yasin am 9. April 1948) und zu Massenfluchten und Vertreibungen derselben sowohl innerhalb Palästinas wie über dessen Grenzen hinaus, was israelische Politiker später begrüßten.
In Vorbereitung auf die Unabhängigkeit organisierte die Sochnut mit dem Nationalausschuss (hebräisch הַוַּעַד הַלְּאֻמִּי Ha-Waʿad ha-Ləʾummī, aus der Mitte der Repräsentantenversammlung gewählte Exekutive) am 12. April 1948 die Bildung des Volksrats (hebräisch מוֹעֶצֶת הָעָם Mōʿetzet ha-ʿAm), ein 37-köpfiges Übergangsparlament des Jischuvs mit Vertretern aller Parteien der Repräsentantenversammlung. Der Volksrat bestand aus den Mitgliedern des Nationalausschusses, Vertretern der Sochnut sowie zwölf weiteren Delegierten. Der Volksrat bestimmte aus seiner Mitte 13 Personen als Übergangskabinett, die Volksverwaltung (hebräisch מִנְהֶלֶת הָעָם Minhelet ha-ʿAm), die David Ben Gurion zu ihrem Vorsitzenden wählte. Als sich am 14. Mai 1948 mit Sir Alan Cunningham der letzte britische Hochkommissar Palästinas auf ein Marineschiff im Hafen von Haifa ausbooten ließ, trat wenige Stunden darauf, aber zeitig um vor Beginn des Schabbat enden zu können, der Volksrat im alten Kunstmuseum auf dem Rothschild-Boulevard in Tel Aviv zu einer öffentlichen Sitzung zusammen. Cunningham blieb im Hafen, bis dieser von britischem Personal und Material geräumt am 30. Juni 1948 an Israel übergeben wurde.

## Die Unabhängigkeitserklärung des Staates Israel

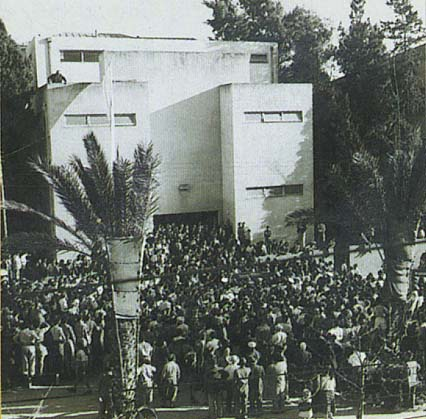
Menschenmenge vor dem Gebäude am Rothschild-Boulevard in Tel Aviv, in dem die Unabhängigkeitserklärung verlesen wird.

Die Unabhängigkeitserklärung des Staates Israel war bereits von vielen Leuten vorbereitet worden. Der erste Entwurf von Zvi Berenson wurde von einem Komitee erweitert, dem unter anderem Mosche Schertok (später Scharett), David Remez, Felix Rosenblüth (später Pinchas Rosen genannt), Chaim-Mosche Schapira und Aharon Zisling angehörten.
In diesem Entwurf war noch von den Grenzen die Rede, welche der UN-Teilungsbeschluss von 1947 festgelegt hatte. Als er jedoch zur Abstimmung kam, sprach sich eine knappe Mehrheit (5 von 9) dafür aus, diese territorialen Einschränkungen nicht in die Erklärung aufzunehmen, wobei explizit angeführt wurde, dass bspw. in der Unabhängigkeitserklärung der USA auch keine nationalen Grenzen genannt worden seien.
Zvi Berenson schlug einige wichtige Änderungen vor. Statt „Hiermit erklären wir die Gründung eines freien und unabhängigen jüdischen Staates“ sollte es heißen: „Hiermit erklären wir die Gründung eines freien, unabhängigen und demokratischen jüdischen Staates“. Außerdem schlug er vor, einen längeren Abschnitt mit verbindlichen Rechten einzufügen, in dessen Zentrum stehen sollte: „Es herrscht ein Recht [im Staat] für alle Einwohner, ungeachtet ihrer Rasse, Religion, Sprache oder ihres Geschlechtes.“ Die Mitarbeiter von Rosenblüth fügten dem Vorschlag von Berenson einen Vermerk hinzu, in dem sie vorschlugen, das Wort „Demokratie“ sowie „ein Recht für alle Einwohner“ zu streichen, denn dies sei „nur eines von vielen Prinzipien in der Charta der Vereinten Nationen, und es ist besser, diese Prinzipien nur ganz allgemein und unbestimmt zu formulieren“. Rosenblüth und Schertik strichen die Demokratie tatsächlich wieder aus dem Entwurf.
Ein anderes Komitee, dem unter anderem Ben-Gurion, Rabbi Fishman, Zisling und Schertok angehörten, war danach mit der endgültigen Ausformulierung betraut.
Rosenblüth hatte auch die Gleichheit vor dem Gesetz gestrichen. Schertok fügte einen Teil davon wieder ein: der Staat gewähre „allen seinen Bürgern ungeachtet ihrer Rasse oder Religion volle, gleiche gesellschaftliche und politische Rechte“.
Fast jedes Wort des Entwurfes wurde von der politischen Führung eingehend diskutiert. Am Abend vor der Unabhängigkeitserklärung fügte Ben-Gurion noch die Gleichberechtigung der Geschlechter ein. Demokratie und Gleichberechtigung der Sprachen wurden nicht wieder in die Endfassung aufgenommen.
Diese wurde am 12. Mai nach langen Diskussionen von der Übergangsregierung Volksverwaltung angenommen, und dem Volksrat (das Übergangsparlament) zur Verabschiedung zugeleitet. Es versammelten im damaligen Bau des Tel Aviv Museums sich 25 Mitglieder des Volksrates, denn elf weitere saßen im umkämpften Jerusalem fest und ein weiteres war in Übersee. Die anwesenden Mitglieder des Volksrats beschlossen gegen 15.00 Uhr einstimmig, Israels Unabhängigkeit mit den Worten der letztredigierten Fassung zu erklären. Dann unterzeichneten die anwesenden Mitglieder des Volksrats die Erklärung.
Darauf lud die Volksverwaltung zum offiziellen Akt der Unabhängigkeitserklärung. David Ben Gurion, Vorsitzender der Volksverwaltung und später erster Ministerpräsident des Landes, verlas die offizielle Unabhängigkeitserklärung des Staates Israel und gab sie so öffentlich bekannt, was der Radiosender Kol Israel als seine erste Sendung landesweit übertrug. Die Verlesung vor etwa 250 geladenen Gästen um 16.00 Uhr dauerte 32 Minuten. In den Straßen Haifas, Tel Avivs, in Teilen des umkämpften Jerusalems und jüdischen Orten wurde diese Nachricht mit Jubel begrüßt.
Die abwesenden Mitglieder holten ihre Unterzeichnung später nach, worauf die Unterschriftenliste mit der bis dahin vom Graphiker Otte Wallisch kalligraphisch als Schriftrolle verfassten Unabhängigkeitserklärung zusammengefügt wurde. Die Erklärung besteht aus 19 Paragraphen, die sich in drei Teile gliedern. Der erste Teil umfasst die ersten zehn Paragraphen und beinhaltet eine historische Argumentation. Im zweiten Teil, der nur aus einem Paragraphen besteht, folgt die eigentliche Unabhängigkeitserklärung. Im dritten Teil mit sieben Paragraphen folgen politische Richtlinien und Festlegungen für den neuen Staat. Nach einem Abschlussparagraphen folgen die Unterschriften der 37 Mitglieder des Volksrates.

## Deutsche Übersetzung

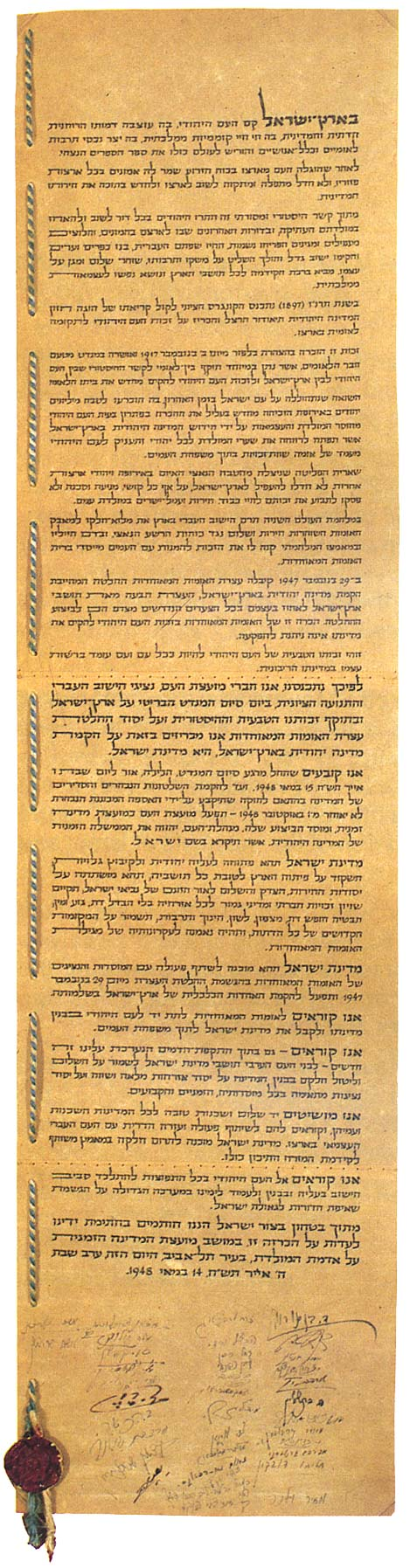
Original der Unabhängigkeitserklärung. Ausgestellt im Israel-Museum

Im Land Israel entstand das jüdische Volk. Hier prägte sich sein geistiges, religiöses und politisches Wesen. Hier lebte es frei und unabhängig. Hier schuf es eine nationale und universelle Kultur und schenkte der Welt das Ewige Buch der Bücher.
Durch Gewalt vertrieben, blieb das jüdische Volk auch in der Verbannung seiner Heimat in Treue verbunden. Nie wich seine Hoffnung. Nie verstummte sein Gebet um Heimkehr und Freiheit.
Beseelt von der Kraft der Geschichte und der Überlieferung, suchten Juden aller Generationen in ihrem alten Lande wieder Fuß zu fassen. Im Laufe der letzten Jahrzehnte kamen sie in großen Scharen. Pioniere, Verteidiger und Einwanderer, die trotz der Blockade den Weg in das Land unternahmen, erweckten Einöden zur Blüte, belebten aufs Neue die hebräische Sprache, bauten Dörfer und Städte und errichteten eine stets wachsende Gemeinschaft mit eigener Wirtschaft und Kultur, die nach Frieden strebte, aber sich auch zu schützen wusste, die allen im Lande die Segnungen des Fortschritts brachte und sich vollkommene Unabhängigkeit zum Ziel setzte.
Im Jahre 1897 trat der erste Zionistenkongress zusammen. Er folgte dem Ruf Theodor Herzls, dem „Seher des jüdischen Staates“, und verkündete das Recht des jüdischen Volkes auf nationale Erneuerung in seinem Lande. Dieses Recht wurde am 2. November 1917 in der Balfour-Deklaration anerkannt und auch durch das Völkerbundmandat bestätigt, das der historischen Verbindung des jüdischen Volkes mit dem Lande Israel und seinem Anspruch auf die Wiedererrichtung seiner nationalen Heimstätte internationale Geltung verschaffte.
Die Katastrophe, die in unserer Zeit über das jüdische Volk hereinbrach und in Europa Millionen von Juden vernichtete, bewies unwiderleglich aufs Neue, dass das Problem der jüdischen Heimatlosigkeit durch die Wiederherstellung des jüdischen Staates im Lande Israel gelöst werden muss, in einem Staat, dessen Pforten jedem Juden offenstehen, und der dem jüdischen Volk den Rang einer gleichberechtigten Nation in der Völkerfamilie sichert.
Die Überlebenden des schrecklichen Nazigemetzels in Europa sowie Juden anderer Länder scheuten weder Mühsal noch Gefahren, um nach dem Lande Israel aufzubrechen und ihr Recht auf ein Dasein in Würde und Freiheit und ein Leben redlicher Arbeit in der Heimat durchzusetzen.
Im Zweiten Weltkrieg leistete die jüdische Gemeinschaft im Lande Israel ihren vollen Beitrag zum Kampfe der friedens- und freiheitsliebenden Nationen gegen die Nazimächte der Finsternis. Mit dem Blute ihrer Soldaten und ihrem Einsatz für den Sieg erwarb sie das Recht auf Mitwirkung bei der Gründung der Vereinten Nationen.
Am 29. November 1947 fasste die Vollversammlung der Vereinten Nationen einen Beschluss, der die Errichtung eines jüdischen Staates im Lande Israel forderte. Sie rief die Bewohner des Landes auf, ihrerseits zur Durchführung dieses Beschlusses alle nötigen Maßnahmen zu ergreifen. Die damalige Anerkennung der staatlichen Existenzberechtigung des jüdischen Volkes durch die Vereinten Nationen ist unwiderruflich.
Gleich allen anderen Völkern, ist es das natürliche Recht des jüdischen Volkes, seine Geschichte unter eigener Hoheit in einem eigenen souveränen Staat selbst zu bestimmen.
Demzufolge haben wir, die Mitglieder des Nationalrates, als Vertreter der hebräischen Bevölkerung und der zionistischen Organisation, heute, am letzten Tage des britischen Mandats über Palästina, uns hier eingefunden und verkünden hiermit kraft unseres natürlichen und historischen Rechtes und aufgrund des Beschlusses der Vollversammlung der Vereinten Nationen die Errichtung eines jüdischen Staates im Lande Israel – des Staates Israel.
Wir beschließen, dass vom Augenblick der Beendigung des Mandates, heute um Mitternacht, dem sechsten Tage des Monats Ijar des Jahres 5708, dem 15. Mai 1948, bis zur Amtsübernahme durch verfassungsgemäß zu bestimmende Staatsbehörden, doch nicht später als bis zum 1. Oktober 1948, der Nationalrat als vorläufiger Staatsrat und dessen ausführendes Organ, die Volksverwaltung, als zeitweilige Regierung des jüdischen Staates wirken sollen. Der Name des Staates lautet Israel.
Der Staat Israel wird der jüdischen Einwanderung und der Sammlung der Juden im Exil offenstehen. Er wird sich der Entwicklung des Landes zum Wohle aller seiner Bewohner widmen. Er wird auf Freiheit, Gerechtigkeit und Frieden im Sinne der Visionen der Propheten Israels gestützt sein. Er wird all seinen Bürgern ohne Unterschied von Religion, Rasse und Geschlecht, soziale und politische Gleichberechtigung verbürgen. Er wird Glaubens- und Gewissensfreiheit, Freiheit der Sprache, Erziehung und Kultur gewährleisten, die Heiligen Stätten unter seinen Schutz nehmen und den Grundsätzen der Charta der Vereinten Nationen treu bleiben.
Der Staat Israel wird bereit sein, mit den Organen und Vertretern der Vereinten Nationen bei der Durchführung des Beschlusses vom 29. November 1947 zusammenzuwirken und sich um die Herstellung der gesamtpalästinensischen Wirtschaftseinheit bemühen.
Wir wenden uns an die Vereinten Nationen mit der Bitte, dem jüdischen Volk beim Aufbau seines Staates Hilfe zu leisten und den Staat Israel in die Völkerfamilie aufzunehmen.
Wir wenden uns – selbst inmitten mörderischer Angriffe, denen wir seit Monaten ausgesetzt sind – an die in Israel lebenden Araber mit dem Aufrufe, den Frieden zu wahren und sich aufgrund voller bürgerlicher Gleichberechtigung und entsprechender Vertretung in allen provisorischen und permanenten Organen des Staates an seinem Aufbau zu beteiligen.
Wir reichen allen unseren Nachbarstaaten und ihren Völkern die Hand zum Frieden und zu guter Nachbarschaft und rufen zur Zusammenarbeit und gegenseitigen Hilfe mit dem unabhängigen hebräischen Volk in seiner Heimat auf.
Der Staat Israel ist bereit, seinen Beitrag bei gemeinsamen Bemühungen um den Fortschritt des gesamten Nahen Ostens zu leisten.
Unser Ruf ergeht an das jüdische Volk in allen Ländern der Diaspora, uns auf dem Gebiete der Einwanderung und des Aufbaus zu helfen und uns im Streben nach der Erfüllung des Traumes von Generationen – der Erlösung Israels – beizustehen.
Mit Zuversicht auf den Fels Israels setzen wir unsere Namen zum Zeugnis unter diese Erklärung, gegeben in der Sitzung des provisorischen Staatsrates auf dem Boden unserer Heimat in der Stadt Tel Aviv. Heute am Vorabend des Sabbat, dem 5. Ijar 5708, 14. Mai 1948.

## Die Unterzeichner
Die 37 Unterzeichner waren mit Geburtsjahr und Geburtsort:
| David Ben-Gurion * 1886 in Płońsk              | Jizchak Ben Zwi * 1884 in Poltawa          |
| Mordechaj Bentov * 1900 in Grodzisk Mazowiecki | Daniel Auster * 1893 in Knihininów         |
| Zeev Gold * 1889 in Szczuczyn                  | Peretz Bernstein * 1890 in Meiningen       |
| Eliyahu Berligne * 1866 in Mahiljou            | Abraham Granovski * 1890 in Fălești        |
| Jitzchak Gruenbaum * 1879 in Warschau          | Meir Grabovsky * 1905 in Rîbnița           |
| Serach Wahrhaftig * 1906 in Waukawysk          | Meir Vilner * 1918 in Vilnius              |
| Eliyahu Dobkin * 1898 in Babrujsk              | Kalman Kahana * 1910 in Brody              |
| Rachel Cohen * 1888 in Odessa                  | Meir David Löwenstein * 1904 in Kopenhagen |
| Herzl Vardi * 1903 in Kaunas                   | Jitzhak-Meir Levin * 1894 in Góra Kalwaria |
| Saadia Kobashi * 1904 im Jemen                 | Nahum Nir * 1884 in Warschau               |
| Golda Meir * 1898 in Kiew                      | Zvi Luria * 1906 in Łódź                   |
| David-Zvi Pinkas * 1895 in Sopron              | Jehuda Leib Maimon * 1875 in Mărculești    |
| Zvi Segal * 1901 in Polen                      | Elieser Kaplan * 1891 in Minsk             |
| Mosche Kol * 1911 in Pinsk                     | Aharon Zisling * 1901 in Minsk             |
| David Remez * 1886 in Kopys                    | Pinchas Rosen * 1887 in Berlin             |
| Avraham Katznelson * 1888 in Babrujsk          | Benzion Sternberg * 1895 in Czernowitz     |
| Mordechai Shattner * 1904 in Ungarn            | Berl Repetur * 1902 in Ruschyn             |
| Chaim-Mosche Schapira * 1902 in Hrodna         | Mosche Scharet * 1894 in Cherson           |
| Bechor-Schalom Schitrit * 1895 in Tiberias     |                                            |

## Unmittelbare Folgen
In der Nacht vom 14. zum 15. Mai 1948 lief um 0.00 Uhr das offizielle britische Mandat aus. Bereits kurz danach erklärten Ägypten, Transjordanien, Syrien, Libanon und Irak dem israelischen Staat den Krieg. Im folgenden Krieg um Israels Unabhängigkeit behaupteten die Israelis ihr Gebiet nicht nur, sondern erweiterten es gegenüber dem UN-Teilungsplan um 21 %. Das Westjordanland konnte zunächst von Transjordanien annektiert werden, was zur Bildung des Königreiches Jordanien führte. Der erste Staat, der Israel völkerrechtlich noch am 15. Mai 1948 de facto anerkannte, waren die USA (de jure erkannten die USA Israel erst am 25. Januar 1949 nach der ersten demokratischen Knesset-Wahl an). Drei Tage darauf folgte die Sowjetunion, die den israelischen Staat als erste auch sofort de jure anerkannte und zeitgleich die ersten diplomatischen Beziehungen aufnahm.